# Дорон Рабиновичи
Дорон Рабиновичи (на немски: Doron Rabinovici) е израело-австрийски писател и историк, автор на романи, разкази и есета.

## Биография
Бащата на Дорон Рабиновичи успява през 1944 г. да замине от Румъния в Палестина. Майка му оцелява в гетото и концлагерите и пристига в Израел през 50-те години.
През 1964 г. бащата заедно със семейството се преселва по професионални причини във Виена.
Оттогава Дорон Рабиновичи живее в Австрия. Следва във Виенския университет и завършва през 2000 г. с труда по история „Инстанции на безсилието. Управлението на виенската еврейска общност от 1938 до 1945 г. и реакцията му на националсоциалистическите преследвания и унищожения“.
Дисертацията излиза в еврейското издателство към „Зуркамп“ под заглавие „Инстанции на безсилието: Виена 1938-1945 г. Пътят към Еврейския съвет“.
През 2013/14 г. Рабиновичи инициира и съставя план за продукцията „Последните свидетели“ във виенския Бургтеатър. Продукцията представя погромите през ноември 1938 г., като през 2013 г. се навършват 75 години от провеждането им.
Представлението е оценено високо от публиката и критиката и получава покана за участие в „Берлинския театрален фестивал“ през 2014 г.
Дорон Рабиновичи е член на „Обединението на грацките писатели“.

## Награди и отличия
- 1997: „Награда Ернст Роберт Курциус“ (поощрение)
- 1998: Hermann-Lenz-Stipendium
- 2000: „Награда Хаймито фон Додерер“ (поощрение)
- 2000: „Награда Мьорике“ (поощрение)
- 2000: Preis der Stadt Wien für Publizistik
- 2002: „Награда Клеменс Брентано“
- 2002: Награда за европейска есеистика „Жан Амери“
- 2007: Willy und Helga Verkauf-Verlon Preis
- 2010: „Награда Антон Вилдганс“[2]
- 2015: „Почетна награда на австрийските книгоиздатели за толерантност в мислите и действията“[3]